# Cañón solar (arma espacial)

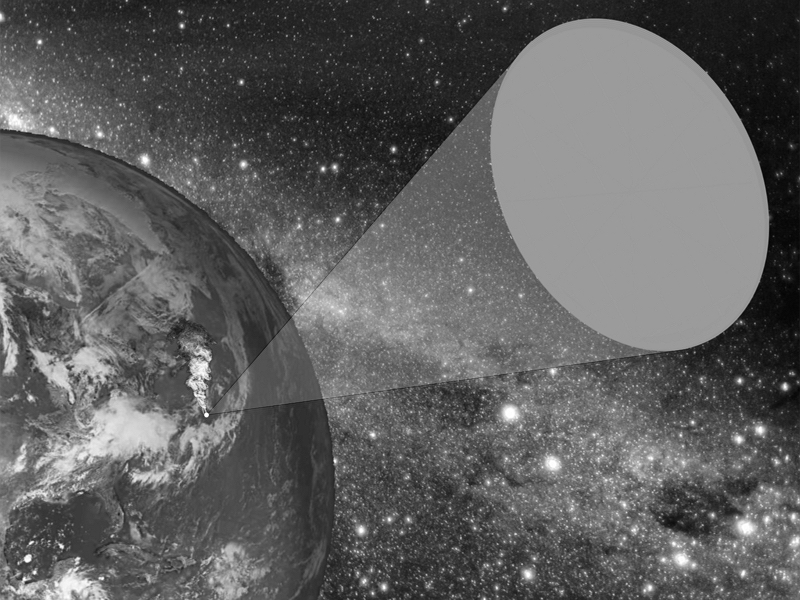
El cañón solar es un arma teórica.

El cañón solar, también conocido como pistola solar o heliorayo, en Alemán Sonnenwaffen fue un arma espacial teórica Nazi dentro del "Sonnengewerh Projekt" (Proyecto arma solar) que haría uso de un espejo cóncavo montado sobre un satélite para concentrar luz solar en una área de la superficie de la Tierra, destruyendo así objetivos terrestres. Esta Wunderwaffe que supuestamente traería la victoria final de Alemania, forma parte de una gran lista de superarmas nazis que no llegaron a ser producidas. Está arma fue glorificada por muchos Jerarcas de la SS y la Organización Todt en sus ceremonias religiosas, creyendo que sería la manera de asestar el golpe final a todos los enemigos del Tercer Reich. Desde su conocimiento público, ha habido múltiples teorías, como que la superarma si fue producida y refugiada en España  bajo la protección de Franco en la desesperación Nazi de evitar que los aliados tomarán su tecnología, o que fue arrojada en algún lago de Alemania Central poco antes del fin de la Segunda Guerra Mundial. En la última modificación de diseño, se planteó la implementación del cañón en una estación espacial de grandes dimensiones que tendría movilidad artificial bajo el nombre de "Sonnenstern" (Estrella solar) y que formaría parte de los planes de colonización de la Luna y Marte que el Tercer Reich se había propuesto para antes del 1960 en la Conferencia del NSDAP de Mannheim en 1940. El diseño de esta arma ha sido víctima de la cultura popular, gran cantidad de libros, películas y series han tenido referencias a este proyecto, ya que su simple idea fantástica y futurista es la representación de la obsesión de la Alemania Nazi con los avances tecnológicos, la colonización espacial y las Superarmas.

## Historia
En 1929, el físico alemán Hermann Oberth desarrolló planes de una estación espacial desde la cual se podría usar un espejo cóncavo de 100 metros de ancho para reflejar y concentrar la luz solar en un punto específico de la Tierra.
Más tarde, durante la Segunda Guerra Mundial, un grupo de científicos alemanes en el campo de maniobras de artillería del ejército alemán en Hillersleben comenzó a expandir la idea de Oberth de crear una superarma (Wunderwaffe) que pudiera utilizar la energía del Sol. Esta arma, llamada "cañón solar" (Sonnengewehr), sería parte de una estación espacial orbitando a 8.200 kilómetros (5.100 mi) sobre la Tierra. Los científicos calcularon que un reflector enorme hecho de sodio metálico y con un área de 9 kilómetros cuadrados (900 ha; 3,5 millas cuadradas), podría producir suficiente calor concentrado como para hacer hervir un océano o quemar una ciudad. Después de ser interrogados por oficiales de los Estados Unidos, los alemanes afirmaron que el cañón solar podría completarse en 50 o 100 años.
Con el despliegue y validación de las megaconstelaciones de satélites, también se ha propuesto el uso de éstas como un cañón solar. En lugar de un gran espejo individual, en teoría podrían sincronizarse cientos de reflectores de bajo costo para concentrar la irradiación solar y dirigirla hacia un objetivo en tierra.

## Cultura popular
Las películas de James Bond Diamonds Are Forever y Die Another Day presentan armas espaciales que enfocan la luz del Sol con un efecto destructivo en la Tierra.
Un concepto similar se utiliza en el videojuego Resident Evil: Revelations, en el cual se usa un satélite especial, con nombre en código Regia Solis, para proporcionar energía limpia a una ciudad, pero que a plena capacidad es lo suficientemente potente como para destruir la ciudad u otros objetivos.
En el episodio de la serie de televisión Scorpion "Sun of a Gun", Walter O'Brien y su equipo son enviados junto con el padre separado de su amigo Sylvester Dodd al país de un dictador africano para investigar su descubrimiento de un proyecto de cañón solar nazi de la Segunda Guerra Mundial.
En el libro Wedge's Gamble de Star Wars Legends, el Rogue Squadron utiliza un reflector solar orbital (normalmente usado para generación de energía) para hervir agua del océano para generar una gran tormenta y dejar al planeta (Coruscant) sin energía.
En la novela de ciencia ficción de René Barjavel "The Ice People" (en francés: "la Nuit des temps") el dispositivo construido por los gondas parece principalmente inspirado en el concepto del cañón solar.
En el episodio de Futurama "Crimes of the Hot", un gran reflector solar cuyo objetivo es reducir el calentamiento global es accidentalmente dirigido hacía la Tierra.
En el episodio de Fringe "Brave New World", una columna de luz solar concentrada es dirigida a Beacon Hill, Boston.
En Mobile Suit Gundam, armas similares llamadas "Sistema Solar" y "Rayo Solar" son utilizadas en batallas espaciales.